# Olympische Winterspiele 1936/Ski Alpin
Bei den IV. Olympischen Winterspielen 1936 in Garmisch-Partenkirchen standen erstmals Wettbewerbe im alpinen Skisport auf dem Programm. Den Beschluss zur Aufnahme traf der Internationale Skiverband (FIS) auf seinem Kongress am 25. Februar 1934 in schwedischen Sollefteå. Über die endgültige Aufnahme in das olympische Programm entschied dann das Internationale Olympische Komitee während seiner 32. Session im Mai 1934 in Athen.
In Abkehr vom Programm der Skiweltmeisterschaften sollten bei den Olympischen Spielen lediglich Medaillen für eine kombinierte Wertung aus Abfahrtslauf und Slalom vergeben werden, so wie sie seit 1928 im Rahmen des Arlberg-Kandahar-Rennens veranstaltet wurde. Austragungsorte waren für die Abfahrt die Kandahar-Abfahrtsstrecke am Kreuzeck und für den Slalom der Gudiberg.

## Bilanz

### Medaillenspiegel
| Platz | Land            | Gold | Silber | Bronze | Gesamt |
| ----- | --------------- | ---- | ------ | ------ | ------ |
| 1     | Deutsches Reich | 2    | 2      | –      | 4      |
| 2     | Frankreich      | –    | –      | 1      | 1      |
| 3     | Norwegen        | –    | –      | 1      | 1      |

### Medaillengewinner
| Konkurrenz         | Gold          | Silber            | Bronze             |
| ------------------ | ------------- | ----------------- | ------------------ |
| Kombination Männer | Franz Pfnür   | Gustav Lantschner | Émile Allais       |
| Kombination Frauen | Christl Cranz | Käthe Grasegger   | Laila Schou Nilsen |

## Vorschau
In einer Vorschau auf die Alpinrennen hielt «Sport Zürich» am 7. Februar 1936 fest, dass im Herrenbereich bis auf die Schweizer und Österreicher so ziemlich die Elite der Skifahrerwelt teilnehmen werde. Weil jedoch gerade jene Länder keine Fahrer ins Treffen schickten, die im Abfahren und im Slalom führend seien, könne der Olympiakonkurrenz nicht jene außerordentliche Bedeutung beigemessen werden, die ihr eigentlich zustehen würde. Es wurde auch an der reinen Amateureigenschaft von Émile Allais gezweifelt, der als Skilehrer Geld genommen haben soll. Auch die Italiener hätten die Angelegenheit weniger ernst genommen. Bei den Norwegern wurde Springerkönig Birger Ruud hervorgehoben, bei den mit einer ausgeglichenen Mannschaft antretenden Briten Peter Lunn. Die Japaner würden erstmals mit einer Skimannschaft in die „Alte Welt“ kommen. Polen könne auf Bronisław Czech zählen, die Kanadier und US-Fahrer sollten nach den Trainingsergebnissen nicht unter den Letzten zu finden sein. Im Damenbereich sei Deutschland mit Weltmeisterin Christl Cranz das Spitzenteam, die britischen Vertreterinnen dürften als deren größte Gegnerinnen bezeichnet werden. Dem Schweizer Otto Furrer war das Training der Kanadierinnen anvertraut. Von den 125 gemeldeten Herren waren bei der Nennung 66 übriggeblieben, bei den Damen waren es 37 Teilnehmerinnen. Für die Startnummernauslosung einigten sich die Funktionäre darauf, das Feld in drei Gruppen nach Leistung und Können einzuteilen und die Auslosung innerhalb dieser Gruppen vorzunehmen.

## Ergebnisse

### Alpine Kombination (Männer)
| Platz | Land | Sportler               | Punkte |
| ----- | ---- | ---------------------- | ------ |
| 1     | GER  | Franz Pfnür            | 99,25  |
| 2     | GER  | Gustav Lantschner      | 96,26  |
| 3     | FRA  | Émile Allais           | 94,69  |
| 4     | NOR  | Birger Ruud            | 93,38  |
| 5     | GER  | Roman Wörndle          | 91,16  |
| 6     | GER  | Rudolf Cranz           | 91,03  |
| 7     | ITA  | Giacinto Sertorelli    | 90,39  |
| 8     | NOR  | Alf Konningen          | 90,06  |
| 9     | NOR  | Per Fossum             | 88,12  |
| 10    | USA  | Richard Durrance       | 87,74  |
| 11    | FRA  | Maurice Lafforgue      | 85,83  |
| 12    | GBR  | Peter Lunn             | 83,82  |
| 13    | USA  | George Page            | 82,85  |
| 14    | GBR  | James Palmer-Tomkinson | 82,52  |
| 15    | YUG  | Ciril Praček           | 81,54  |
| 16    | TCH  | Walter Hollmann        | 81,01  |
| 17    | ITA  | Adriano Guarnieri      | 80,94  |
| 18    | ITA  | Vittorio Chierroni     | 80,80  |
| 19    | HUN  | László Szalay          | 79,68  |
| 20    | POL  | Bronisław Czech        | 79,41  |

Abfahrt: 7. Februar, 12:00 Uhr

Länge: 3800 m, Höhenunterschied: 959 m
Slalom: 9. Februar, 09:00 Uhr

Länge: 600 m, Höhenunterschied: 200 m

Tore: 33
66 Fahrer waren am Start, 33 von ihnen erreichten das Ziel.

### Alpine Kombination (Frauen)
| Platz | Land | Sportlerin              | Punkte |
| ----- | ---- | ----------------------- | ------ |
| 1     | GER  | Christl Cranz           | 97,06  |
| 2     | GER  | Käthe Grasegger         | 95,26  |
| 3     | NOR  | Laila Schou Nilsen      | 93,48  |
| 4     | SUI  | Erna Steuri             | 92,36  |
| 5     | GER  | Hady Pfeifer            | 91,85  |
| 6     | GER  | Lisa Resch              | 88,74  |
| 7     | NOR  | Johanne Dybwad          | 85,90  |
| 8     | GBR  | Jeanette Kessler        | 83,97  |
| 9     | GBR  | Evelyn Pinching         | 82,19  |
| 10    | SUI  | Marcelle Bühler         | 78,87  |
| 11    | NOR  | Nora Strømstad          | 77,20  |
| 12    | ITA  | Frida Clara             | 77,17  |
| 13    | AUT  | Grete Nissl             | 76,86  |
| 14    | NED  | Gratia Schimmelpenninck | 76,09  |
| 15    | CAN  | Lois Butler             | 72,31  |
| 16    | ITA  | Paula Wiesinger         | 72,19  |
| 17    | AUT  | Herta Rosmini           | 70,69  |
| 18    | AUT  | Margarethe Weikert      | 70,47  |
| 19    | USA  | Betty Woolsey           | 69,24  |
| 20    | AUT  | Käthe Lettner           | 68,88  |

Abfahrt: 7. Februar, 11:00 Uhr

Länge: 3300 m, Höhenunterschied: 820 m
Slalom: 8. Februar, 11:00 Uhr

Länge: 600 m, Höhenunterschied: 200 m

Tore: 23
37 Fahrerinnen waren am Start, 29 von ihnen erreichten das Ziel.